# Оболтус (фильм)
«Оболтус» (англ. Trippin') — американский комедийный фильм 1999 года, снятый Дэвидом Рэйнром. В главных ролях: Деон Ричмонд, Майя Кэмпбелл, Дональд Фэйсон и Гай Торри. Фильм предоставил одну из самых ранних ролей Энтони Андерсона.

## Сюжет
Старшеклассник Грег Рид (Деон Ричмонд) с нетерпением ждет выпускного вечера и надеется пойти с Синни Хокинс (Майя Кэмпбелл), главной школьной красавицей. Грег вообще-то заядлый мечтатель и мечтает обо всём. Например, он представляет себя коммандос, сталкиваясь с хулиганами, или супергением, будучи вынужденным грызть гранит науки. Поскольку Грег вот-вот закончит учёбу, мать и учитель побуждают его подать заявление в колледж. Он понимает, что просьба о помощи с поступлением в колледж — отличный способ наладить отношения с Синни. Таким образом, они постепенно заводят дружбу, но Грег хочет, чтобы она переросла в роман, поэтому он начинает лгать. Всё шло гладко и правдоподобно, пока однажды не вскрылась ложь. После этого Грег понимает, что ему нужно перестать мечтать («trippin'») и сосредоточиться.

## В ролях
- Деон Ричмонд — Грегори Рид
- Дональд Фэйсон — Джун Нельсон
- Гай Торри — Фиш
- Майа Кэмпбелл — Синни Хокинс
- Алома Райт — Луиз Рид
- Гарольд Сильвестр — Уилли Рид
- Кливон МакКлендон — Джамал Рид
- Стоуни Джексон — Кениата
- Дартаньян Эдмондс — ЛаДомал
- Энтони Андерсон — Зед-бой
- Дэвис Генри — Филип Ньюхауз
- Саша Кемп — Ванесса
- Камау Холлоуэй — Чэмберс
- Рени Келли — Рита

## Съёмочная группа
- Режиссёр — Дэвид Рэйнр
- Продюсеры — Марк Абрахам, Кэйтлин Скэнлон, Дайан Бэтсон-Смит (сопродюсер), Томас А. Блисс (исполнительный продюсер)
- Сценарист — Гари Хардвик
- Оператор — Джон Б. Аронсон
- Композитор — Флип Флойд Уилкокс
- Художники — Аарон Осборн (постановщик), Эрин Кохрэн, Дженнифер Л. Брайан (по костюмам), Шерил Грэйс (по декорациям)
- Монтажёр — Эрл Уотсон

## Производство
Фильм был снят в 1998 году в калифорнийских городах Лос-Анджелес и Лонг-Бич. Большинство школьных сцен было снято в Narbonne High School в Харбор-Сити (район Лос-Анджелеса). Некоторые сцены были сняты на океанском лайнере RMS Queen Mary. Рабочее название картины, пока она была в производстве, было G’s Trippin, но позже оно было сокращено.

## Прием
Trippin' был плохо воспринят критиками. На Rotten Tomatoes его рейтинг одобрения составил всего 18 % на основе 28 обзоров.
Фильм заработал 2 527 909 долларов в первые выходные, в общей сложности сборы за время проката в кинотеатрах составили 9 017 070 долларов.